# Walter Bauhuis
Walter Bauhuis (* 10. Dezember 1905 in Bocholt; † 26. Juni 1961 in Münster) war ein deutscher Bibliothekar und von 1957 bis 1961 Leiter der Universitäts- und Landesbibliothek Münster.

## Leben
Bauhuis studierte Chemie, Physik und Mathematik in Münster, Bonn und München und wurde 1930 in Münster promoviert. Er legte die Fachprüfung als Bibliothekar ab und arbeitete an der Bibliothek der Technischen Hochschule in Berlin-Charlottenburg, an der Universitätsbibliothek Berlin sowie an der Universitäts- und Landesbibliothek in Straßburg. Nach dem Zweiten Weltkrieg war er Bibliotheksrat an der Württembergischen Landesbibliothek in Stuttgart, bevor er 1949 an die Universitätsbibliothek Heidelberg wechselte.
In der Universitätsbibliothek Heidelberg übernahm er 1952–1953 die kommissarische Leitung. Bauhuis wechselte 1957 nach Münster, wo er Bibliotheksdirektor der Universitätsbibliothek wurde. Seine Verdienste lagen im Aufbau deutscher Zentralkataloge in den 1950er Jahren.
Bauhuis war mit Dorothee Glückert verheiratet.

## Veröffentlichungen (Auswahl)
- Über die Auflösung von Metallen in Säuren unter besonderer Berücksichtigung des Einflusses der Neutralsalze. Dissertation, Münster 1930.
- Der Schlagwortkatalog als zweiter Sachkatalog. In: Zentralblatt für Bibliothekswesen. Band 58, 1944, S. 405–412.
- Katalogprobleme und Lösungen. In: Zentralblatt für Bibliothekswesen. Band 61, 1947, S. 107–121.
- Die Stuttgarter Titeldrucke. In: Zentralblatt für Bibliothekswesen. Band 63, 1949, S. 97–109.
- Das Dissertationsproblem. Heidelberg 1950.
- Bibliothekarische Gemeinschaftsaufgaben. In: Zentralblatt für Bibliothekswesen. Band 64, 1950, S. 437–445.
- Der Aufbau eines Zentralkatalogs. Heidelberg 1952.
- Zentralkataloge – Grundsätze und Aufbauvorschläge. In: Zentralblatt für das Bibliothekswesen. 1953, S. 81–102.
- Katalogreformen. In: Zeitschrift für Bibliothekswesen und Bibliographie. 1954.
- Sind Dissertationen Buchhandelsobjekte? Heidelberg 1954.
- Erwerbung, Katalogisierung und Magazinierung in amerikanischen wissenschaftlichen Bibliotheken. 1956.
- Probleme einer Grossbibliothek, aufgezeigt an der Universitätsbibliothek von Harvard. In: Zentralblatt für das Bibliothekswesen. 1957.
- Zur gegenwärtigen Lage der Universitätsbibliothek Münster. Münster 1957.
- Die Universitätsbibliothek Münster in den Jahren 1957/58 und 1958/59. Münster 1959.
- Zur Frage der Ausbildung für den Dienst an wissenschaftlichen Bibliotheken. Münster 1960.
- mit Rudolf Juchhoff: Warnung vor Publikumskatalogen. Münster 1960.
- Alte und neue Ideen im Bibliotheksbau. In: Ewald Lissberger (Hrsg.): In libro humanitas. Festschrift für Wilhelm Hoffmann zum 60. Geburtstag, 21. April 1961. Klett, Stuttgart 1962, S. 72–82.